# Úštěk
Úštěk − miasto w Czechach, w kraju ujskim.
Według danych z 31 grudnia 2003 powierzchnia miasta wynosiła 7 493 ha, a liczba jego mieszkańców 2 664 osób.

## Demografia
| Rok             | 1970  | 1980  | 1991  | 2001  | 2003  |
| --------------- | ----- | ----- | ----- | ----- | ----- |
| Liczba ludności | 3 187 | 2 981 | 2 703 | 2 662 | 2 664 |

Źródło: Czeski Urząd Statystyczny